# تیم ملی فوتبال زیر ۲۱ سال یونان
تیم ملی فوتبال زیر ۲۱ سال یونان (انگلیسی: Greece national under-21 football team) یا تیم ملی فوتبال جوانان یونان، نماینده کشور یونان در مسابقات فوتبال جوانان اروپا و جهان است که زیر نظر فدراسیون فوتبال یونان فعالیت می‌کند.
از افتخارات این تیم میتوان به کسب مقام نایب قهرمانی در سال‌های ۱۹۸۸ و ۱۹۹۸ در مسابقات زیر ۲۱ سال اروپا اشاره کرد.